# 靜紅娘魚
靜紅娘魚，為輻鰭魚綱鮋形目牛尾魚亞目角魚科的其中一種，分布於澳洲東部及南部海域，棲息深度10-300公尺，體長可達22公分，為底棲性魚類，屬肉食性。

## 擴展閱讀
維基物種上的相關：靜紅娘魚